# Litoria obtusirostris
Litoria obtusirostris es una especie de anfibio anuro de la familia Hylidae.

## Distribución geográfica
Es endémica de Yapen, Nueva Guinea Occidental (Indonesia).